# Erlenbach (Fürth im Odenwald)
Erlenbach ist ein Ortsteil der Gemeinde Fürth im Odenwald im südhessischen Landkreis Bergstraße.

## Geographische Lage
Erlenbach liegt im Quellgebiet des Linnenbachs, am Rande der Weschnitzniederung im Vorderen Odenwald und nordwestlich der Kerngemeinde Fürth. Die Gemarkung erstreckt sich nach Nordwesten über bewaldete Berghänge bis zu der 453 Meter hohen waldfreien Bergterrasse Auf dem Eck.
Die nächstgelegenen Ortschaften sind Linnenbach im Südosten, Lauten-Weschnitz im Süden, Igelsbach im Südwesten, Seidenbach im Westen, Seidenbuch im Norden, Eulsbach im Nordosten und Ellenbach im Osten.

## Geschichte

### Ortsgeschichte
Der Ort entstand im Gebiet der ehemaligen Mark Heppenheim, die einen Verwaltungsbezirk des Frankenreichs bezeichnete. Am 20. Januar 773 schenkte Karl der Große die Stadt Heppenheim nebst der ausgedehnten Mark Heppenheim dem Reichskloster Lorsch. Im Lorscher Codex wird 1094 Erlenbach als Erlebach in der Beschreibung der Huben und Zinsen des zum Kloster gehörigen Hofes Fürth (villicato Furde) erstmals erwähnt. Am 12. Mai 1012 verlieh in Bamberg König Heinrich II. auf Bitten des Lorscher Abts Bobbo den Forst- und Wildbann innerhalb der Mark Michelstadt und der Mark Heppenheim dem Kloster Lorsch auf ewig. Dies erfolgte vor allem mit dem Ziel, die Besiedelung des vorderen Odenwaldes, der damals noch weitgehend aus Urwald bestand, voranzutreiben. Im Zuge dieser Maßnahmen dürfte auch Erlenbach entstanden sein und war dabei dem Fürther Hof des Klosters zehntpflichtig.
Nachdem 1232 Lorsch dem Erzbistum Mainz unterstellt wurde, konnten sich die Kurpfalz und das Erzbistum Mainz Anfang des 14. Jahrhunderts über das Erbe aus der Lorscher Abtei einigen und die Pfälzer Teile wurden durch die Amtsvogtei Lindenfels verwaltet, zu der auch Erlenbach gehörte. 1461 verpfändete Kurmainz seine Besitzungen an der Bergstraße, und damit gingen die Besitzungen des Klosters Lorsch an die Kurpfalz, die 1556 die Reformation einführte und 1564 das Kloster aufhob.
Am 29. September 1414 verlieh Pfalzgraf Ludwig III. dem Schenken Eberhard VII. von der Fürstenauer Linie der Erbacher den Zehnten zu Erlenbach und die Dörfer Siegelsbrunn, Ludewisches und sein Teil an Scharbach (Siedelsbrunn und Lautenweschnitz) mit Gericht, Vogtei und anderem Zubehör zu Mannlehen. Dieses Lehen wurde 1509 an Kurpfalz gegen das Dorf Hetzbach bei Beerfelden zurückgetauscht.
Unter Kurpfälzer Herrschaft gehörte Erlenbach bis 1803 zum Amt Lindenfels, das bis 1737 dem Oberamt Heidelberg unterstand und danach ein eigenes Oberamt bildete. Dort gehörte der Ort zur Thalzent, deren Zentgericht erst in Glattbach, später in Ellenbach und zuletzt in Schlierbach abgehalten wurde. Das Gericht hatte gemeinsam mit Lindenfels eine Richtstätte in den »Faustenbacher Hecken auf dem Bühel«. Für deren Unterhaltung musste die Thalzent die Hälfte der Kosten tragen. In seinem Siegel führte das Zentgericht ein Schild mit drei Feldern. Im ersten Feld befand sich der Pfälzische Löwe, im zweiten die bayerischen Rauten und im dritten, untersten ein Knabe auf einem Hügel, über dessen Kopf eine Kugel schwebte.
In den Anfängen der Reformation sympathisierten die pfälzischen Herrscher offen mit dem lutherischen Glauben, aber erst unter Ottheinrich, Kurfürst von 1556 bis 1559, erfolgte der offizielle Übergang zur lutherischen Lehre. Danach wechselten seine Nachfolger und gezwungenermaßen auch die Bevölkerung mehrfach zwischen der lutherischen, reformierten und calvinistischen Religion. Im Heidelberger Oberamtscompetenzbuch vom Jahr 1610 ist Erlenbach als Filial von Schlierbach erwähnt. In der Kirchenbüchern der reformierten Gemeinde Schlierbach wird Erlenbach von 1656 bis 1908 als Filial geführt.
Im Jahr 1613 wurden 7 ½ Huben mit 7 Hausgesäßen, 3 leibeigene Männer und 2 Frauen gezählt. Am Ende des Dreißigjährigen Kriegs (1648) dürfte der Ort wie viele Gebiete der Kurpfalz fast menschenleer gewesen sein.
Im Jahr 1784 wird Erlenbach als Ort mit 15 Familien, 74 Seelen beschrieben. Die Gemarkung enthielt 85 Morgen Ackerland, 25 Morgen Wiesen, 4 Morgen Gärten, und 3,5 Morgen Wald. Der Große Zehnt war, zu zwei Dritteln an die Kurmainzer Hofkammer im Namen des Klosters Lorsch und zu einem Drittel an die geistliche Verwaltung des Stiftes zum Heiligen Geist in Heidelberg, abzuführen.
Mit dem Reichsdeputationshauptschluss von 1803 wurde die Kurpfalz aufgelöst und das Oberamt Lindenfels und mit ihm Erlenbach kam zur Landgrafschaft Hessen-Darmstadt, die 1806 in dem auf Druck Napoleons gebildeten Großherzogtum Hessen aufging. In Hessen gehörte Erlenbach durch eine Reihe von Verwaltungsreformen zum Landratsbezirk Lindenfels, sowie den Kreisen Lindenfels und Heppenheim, bis es 1938 zum heutigen Landkreis Bergstraße kam.
Im Zuge der Gebietsreform in Hessen schloss sich am 31. Dezember 1970 die Gemeinde Seidenbach der Gemeinde Erlenbach an, bevor sich die so vergrößerte Gemeinde ein Jahr später der Gemeinde Fürth anschloss.

### Verwaltung und Gerichte
Unter pfälzischer Hoheit wurden Verwaltung und Gerichtsbarkeit über den Ort durch die „Thal-Zent“ der „Amtsvogtei Lindenfels“ ausgeübt. Diese Amtsvogtei unterstand dem Oberamt Heidelberg bis 1737, danach wurde Lindenfels ein selbständiges Oberamt der „Pfalzgrafschaft bei Rhein“ (ab 1777 im „Kurfürstentum Pfalzbayern“).
Ab 1803 wurde das bisherige Oberamt Lindenfels in der Landgrafschaft Hessen-Darmstadt vorerst als hessische Amtsvogtei weitergeführt. Im Großherzogtum Hessen wurde 1812 der Amtsbereich des Amts Lindenfels aufgeteilt und Erlenbach wurde dem Amt Fürth und dem neu gebildeten Justizamt in Fürth als erster Instanz der Rechtsprechung zugewiesen. Das im gleichen Jahr errichtete „Hofgericht Darmstadt“ war für normale bürgerliche Streitsachen Gericht der zweiten Instanz, für standesherrliche Familienrechtssachen und Kriminalfälle die erste Instanz. Übergeordnet war das Oberappellationsgericht Darmstadt. Die Zentgerichte hatten damit ihre Funktion verloren.
Die übergeordnete Verwaltungsbehörde war der „Regierungsbezirk Darmstadt“, der ab 1803 auch als „Fürstentum Starkenburg“ bezeichnet wurde. Im Jahre 1816 wurden im Großherzogtum Provinzen gebildet. Dabei wurde das vorher als „Fürstentum Starkenburg“ bezeichnete Gebiet, das aus den südlich des Mains gelegenen alten hessischen und den ab 1803 hinzugekommenen rechtsrheinischen Territorien bestand, in „Provinz Starkenburg“ umbenannt. 
1821 wurden im Rahmen einer umfassenden Verwaltungsreform die Amtsvogteien in den Provinzen Starkenburg und Oberhessen des Großherzogtums aufgelöst und Landratsbezirke eingeführt, wobei Erlennbach zum Landratsbezirk Lindenfels kam. Im Rahmen dieser Reform wurden auch Landgerichte geschaffen, die jetzt unabhängig von der Verwaltung waren. Deren Gerichtsbezirke entsprachen in ihrem Umfang den Landratsbezirken. Für den Landratsbezirk Lindenfels war das Landgericht Fürth als Gericht erster Instanz zuständig. Diese Reform ordnete auch die Verwaltung auf Gemeindeebene. So war die Bürgermeisterei in Ellenbach außer für Ellenbach auf für die Orte Erlenbach, Eulsbach, Lautenweschnitz und Linnenbach zuständig.
Entsprechend der Gemeindeverordnung vom 30. Juni 1821 gab es keine Einsetzungen von Schultheißen mehr, sondern einen gewählten Ortsvorstand, der sich aus Bürgermeister, Beigeordneten und Gemeinderat zusammensetzte.
1832 wurden die Verwaltungseinheiten weiter vergrößert und es wurden Kreise geschaffen. Nach der am 20. August 1832 bekanntgegebenen Neugliederung sollte es in Süd-Starkenburg künftig nur noch die Kreise Bensheim und Lindenfels geben; der Landratsbezirk von Heppenheim sollte in den Kreis Bensheim fallen. Noch vor dem Inkrafttreten der Verordnung zum 15. Oktober 1832 wurde diese aber dahingehend revidiert, dass statt des Kreises Lindenfels neben dem Kreis Bensheim der Kreis Heppenheim als zweiter Kreis gebildet wurde, zu dem jetzt Erlenbach gehörte.
Am 31. Juli 1848 wurden die Kreise und die Landratsbezirke des Großherzogtums abgeschafft und durch „Regierungsbezirke“ ersetzt, wobei die bisherigen Kreise Bensheim und Heppenheim zum Regierungsbezirk Heppenheim vereinigt wurden. Bereits vier Jahre später, im Laufe der Reaktionsära, kehrte man aber zur Einteilung in Kreise zurück und Ellenbach wurde Teil des neu geschaffenen Kreises Lindenfels.
Die im Dezember 1852 aufgenommenen Bevölkerungs- und Katasterlisten ergaben für Erlenbach: Reformatorisches Filialdorf am Linnenbach mit 190 Einwohnern. Die Gemarkung besteht aus 376 Morgen, davon 207 Morgen Ackerland, 75 Morgen Wiesen und 79 Morgen Wald.
In den Statistiken des Großherzogtums Hessen werden, bezogen auf Dezember 1867, das Filialdorf Erlenbach mit eigener Bürgermeisterei, 25 Häusern, 192 Einwohnern, der Kreis Lindenfels, das Landgericht Fürth, die evangelische Pfarrei Schlierbach des Dekanats Lindenfels und die katholische Pfarrei Lindenfels des Dekanats Heppenheim angegeben.
Im Jahre 1874 wurde eine Anzahl von Verwaltungsreformen beschlossen. So wurden die landesständige Geschäftsordnung sowie die Verwaltung der Kreise und Provinzen durch Kreis- und Provinzialtage geregelt. Die Neuregelung trat am 12. Juli 1874 in Kraft und verfügte auch die Auflösung der Kreise Lindenfels und Wimpfen und die Wiedereingliederung von Erlenbach in den Kreis Heppenheim.
Anlässlich der Einführung des Gerichtsverfassungsgesetzes mit Wirkung vom 1. Oktober 1879, infolge derer die bisherigen großherzoglichen Landgerichte durch Amtsgerichte an gleicher Stelle ersetzt wurden, während die neu geschaffenen Landgerichte nun als Obergerichte fungierten, kam es zur Umbenennung in Amtsgericht Fürth und Zuteilung zum Bezirk des Landgerichts Darmstadt.
Die hessischen Provinzen Starkenburg, Rheinhessen und Oberhessen wurden 1937 nach der 1936 erfolgten Auflösung der Provinzial- und Kreistage aufgehoben. Zum 1. November 1938 trat eine umfassende Gebietsreform auf Kreisebene in Kraft. Der Kreis Bensheim wurde aufgelöst und zum größten Teil dem Kreis Heppenheim zugeschlagen. Der Kreis Heppenheim übernahm die Rechtsnachfolge des Kreises Bensheim und erhielt den neuen Namen Landkreis Bergstraße.
Im Jahr 1961 wurde die Gemarkungsgröße mit 94 ha angegeben, davon waren 18 ha Wald.
Im Zuge der Gebietsreform in Hessen schloss sich am 31. Dezember 1970 die Gemeinde Seidenbach freiwillig der Gemeinde Erlenbach an, bevor sich die so vergrößerte Gemeinde ein Jahr später der Gemeinde Fürth anschloss. Für Erlenbach und Seidenbach wurden wie für alle nach Fürth eingegliederten Gemeinden je ein Ortsbezirk mit Ortsbeirat und Ortsvorsteher eingerichtet.

### Verwaltungsgeschichte im Überblick
Die folgende Liste zeigt die Staaten und Verwaltungseinheiten, denen Erlenbach angehört(e):
- vor 1737: Heiliges Römisches Reich, Pfalzgrafschaft bei Rhein, Oberamt Heidelberg, Amt Lindenfels, Thal-Zent
- ab 1737: Heiliges Römisches Reich, Pfalzgrafschaft bei Rhein, Oberamt Lindenfels, Amt Lindenfels
- ab 1777: Heiliges Römisches Reich, Kurfürstentum Pfalzbayern, Pfalzgrafschaft bei Rhein, Oberamt Lindenfels, Amt Lindenfels
- ab 1803: Heiliges Römisches Reich, Landgrafschaft Hessen-Darmstadt,[Anm. 2] Fürstentum Starkenburg, Amt Lindenfels
- ab 1806: Großherzogtum Hessen,[Anm. 3] Fürstentum Starkenburg, Amt Lindenfels[26]
- ab 1812: Großherzogtum Hessen, Fürstentum Starkenburg, Amt Fürth
- ab 1815: Großherzogtum Hessen[Anm. 4], Provinz Starkenburg, Amt Fürth
- ab 1821: Großherzogtum Hessen, Provinz Starkenburg, Landratsbezirk Lindenfels[Anm. 5]
- ab 1832: Großherzogtum Hessen, Provinz Starkenburg, Kreis Heppenheim
- ab 1848: Großherzogtum Hessen, Regierungsbezirk Heppenheim
- ab 1852: Großherzogtum Hessen, Provinz Starkenburg, Kreis Lindenfels
- ab 1871: Deutsches Reich,[Anm. 6] Großherzogtum Hessen, Provinz Starkenburg, Kreis Lindenfels
- ab 1874: Deutsches Reich, Großherzogtum Hessen, Provinz Starkenburg, Kreis Heppenheim
- ab 1918: Deutsches Reich, Volksstaat Hessen,[Anm. 7] Provinz Starkenburg, Kreis Heppenheim
- ab 1938: Deutsches Reich, Volksstaat Hessen, Landkreis Bergstraße[27][Anm. 8]
- ab 1945: Amerikanische Besatzungszone,[Anm. 9] Groß-Hessen, Regierungsbezirk Darmstadt, Landkreis Bergstraße
- ab 1946: Amerikanische Besatzungszone, Land Hessen, Regierungsbezirk Darmstadt, Landkreis Bergstraße
- ab 1949: Bundesrepublik Deutschland, Land Hessen, Regierungsbezirk Darmstadt, Landkreis Bergstraße
- ab 1971: Bundesrepublik Deutschland, Land Hessen, Regierungsbezirk Darmstadt, Landkreis Bergstraße, Gemeinde Fürth[Anm. 10]

### Historische Beschreibungen
Im Versuch einer vollständigen Geographisch-Historischen Beschreibung der Kurfürstl. Pfalz am Rheine von 1767 heißt es:

„Erlenbach. Dieses Dörflein kömmt schon in Beschreibung der Huben und Zinse vor, welche in den Hof des Klosters Lorsch zu Fürth gehörten, und heiset alda Erlebach. In der Gemarkung entspringet die bei vorigen Dörflein angezeigte Linnebach, und lauft durch den Ort, treibt aber keine Mühle. Im J. 1784 belief sich die Einwohnerschaft auf 15 Familien, 74 Seelen. Die Gemarkung enthält nur 85 Morgen Ackerfeld, 25 M. Wiesen, 4 M. Gärten, und 3 und ein halb Morgen Wald.“

Die Statistisch-topographisch-historische Beschreibung des Großherzogthums Hessen berichtet 1829 über Erlenbach:

„Erlenbach (L. Bez. Lindenfels); reform. Filialdorf; liegt an dem Linnenbach und 3⁄4 St. von Lindenfels. Man findet 18 Häuser und 144 Einw., die bis auf 6 Luth. und 1 Kath. alle reformirt sind. Der Ort kommt schon in der Beschreibung der Huben und Zinsen vor welche das Kloster Lorsch besaß. Das Dorf kam 1802 von Churpfalz an Hessen.“

Im Neuestes und gründlichstes alphabetisches Lexicon der sämmtlichen Ortschaften der deutschen Bundesstaaten von 1845 heißt es:

„Erlenbach b. Lindenfels. — Dorf, zur reformirten Pfarrei Schlierbach, resp. katholischen Pfarrei Lindenfels gehörig.
— 18 H. 144 E. — Großherzogthum Hessen. — Provinz Starkenbueg. — Kreis Heppenheim. — Landger. Fürth. — Hofgericht Darmstadt. — Das Dorf Erlenbach, am Linnenbach gelegen, ist im Jahre l802 von Curpfalz an Hessen gekommen.“

## Bevölkerung

### Einwohnerstruktur 2011
Nach den Erhebungen des Zensus 2011 lebten am Stichtag dem 9. Mai 2011 in Erlenbach 379 Einwohner. Darunter waren 18 (4,7 %) Ausländer. Nach dem Lebensalter waren 72 Einwohner unter 18 Jahren, 150 waren zwischen 18 und 49, 75 zwischen 50 und 66 und 84 Einwohner waren älter. Die Einwohner lebten in 153 Haushalten. Davon waren 39 Singlehaushalte, 42 Paare ohne Kinder und 51 Paare mit Kindern, sowie 18 Alleinerziehende und 3 Wohngemeinschaften. In 36 Haushalten lebten ausschließlich Senioren und in 96 Haushaltungen lebten keine Senioren.

### Einwohnerentwicklung
| Quelle: Historisches Ortslexikon |                                                    |
| • 1613:                          | 007 Hausgesessene, Leibeigene: 3 Männer, 2 Frauen. |
| • 1784:                          | 074 Seelen, 15 Familien                            |
| • 1806:                          | 108 Einwohner, 13 Häuser                           |
| • 1829:                          | 144 Einwohner, 18 Häuser                           |
| • 1867:                          | 167 Einwohner, 25 Häuser                           |

| Erlenenbach: Einwohnerzahlen von 1784 bis 2022 | Erlenenbach: Einwohnerzahlen von 1784 bis 2022 | Erlenenbach: Einwohnerzahlen von 1784 bis 2022 | Erlenenbach: Einwohnerzahlen von 1784 bis 2022 | Erlenenbach: Einwohnerzahlen von 1784 bis 2022 |
| --- | ---------------------------------------------- | ---------------------------------------------- | ---------------------------------------------- | ---------------------------------------------- |
| Jahr |                                                |                                                |                                                | Einwohner                                      |
| 1784 | 1784                                           |                                                | 74                                             | 74                                             |
| 1806 | 1806                                           |                                                | 108                                            | 108                                            |
| 1829 | 1829                                           |                                                | 144                                            | 144                                            |
| 1834 | 1834                                           |                                                | 149                                            | 149                                            |
| 1840 | 1840                                           |                                                | 167                                            | 167                                            |
| 1846 | 1846                                           |                                                | 197                                            | 197                                            |
| 1852 | 1852                                           |                                                | 190                                            | 190                                            |
| 1858 | 1858                                           |                                                | 199                                            | 199                                            |
| 1864 | 1864                                           |                                                | 194                                            | 194                                            |
| 1871 | 1871                                           |                                                | 179                                            | 179                                            |
| 1875 | 1875                                           |                                                | 188                                            | 188                                            |
| 1885 | 1885                                           |                                                | 184                                            | 184                                            |
| 1895 | 1895                                           |                                                | 177                                            | 177                                            |
| 1905 | 1905                                           |                                                | 177                                            | 177                                            |
| 1910 | 1910                                           |                                                | 186                                            | 186                                            |
| 1925 | 1925                                           |                                                | 201                                            | 201                                            |
| 1939 | 1939                                           |                                                | 202                                            | 202                                            |
| 1946 | 1946                                           |                                                | 317                                            | 317                                            |
| 1950 | 1950                                           |                                                | 290                                            | 290                                            |
| 1956 | 1956                                           |                                                | 261                                            | 261                                            |
| 1961 | 1961                                           |                                                | 298                                            | 298                                            |
| 1967 | 1967                                           |                                                | 401                                            | 401                                            |
| 1970 | 1970                                           |                                                | 450                                            | 450                                            |
| 1980 | 1980                                           |                                                | ?                                              | ?                                              |
| 1990 | 1990                                           |                                                | ?                                              | ?                                              |
| 1999 | 1999                                           |                                                | 413                                            | 413                                            |
| 2005 | 2005                                           |                                                | 412                                            | 412                                            |
| 2007 | 2007                                           |                                                | 402                                            | 402                                            |
| 2011 | 2011                                           |                                                | 378                                            | 378                                            |
| 2022 | 2022                                           |                                                | 447                                            | 447                                            |
| Datenquelle: Historisches Gemeindeverzeichnis für Hessen: Die Bevölkerung der Gemeinden 1834 bis 1967. Wiesbaden: Hessisches Statistisches Landesamt, 1968. Weitere Quellen: LAGIS; Gemeinde Fürth; Zensus 2011; 2022 |                                                |                                                |                                                |                                                |

### Historische Religionszugehörigkeit
| • 1829: | 6 lutheranische (= 4,17 %), 137 reformierte (= 95,14 %), und ein katholischer (= 0,69 %) Einwohner |
| • 1961: | 235 evangelische (= 78,86 %), 56 katholische (= 18,79 %) Einwohner                                 |

## Politik

### Ortsbeirat
Für Erlenbach besteht ein Ortsbezirk (Gebiete der ehemaligen Gemeinde Erlenbach und einigen Flurstücken der Gemarkung Ellenbach) mit Ortsbeirat und Ortsvorsteher nach der Hessischen Gemeindeordnung.
Der Ortsbeirat besteht aus fünf Mitgliedern. Seit den Kommunalwahlen 2021 gehören ihm zwei Mitglieder der CDU und drei Mitglieder der freien Fürth Wähler (FW-Fürth) an.  Ortsvorsteher ist Bernd Bauer (FW-Fürth).

### Wappen
Am 10. November 1967 wurde der Gemeinde Erlenbach im Landkreis Bergstraße ein Wappen verliehen.

## Kultur und Sehenswürdigkeiten

### Bergtierpark
Oberhalb von Erlenbach liegt seit 1960 ein Bergtierpark, der Gebirgstiere aus fünf Erdteilen zeigt.

### Vereine
- Erlenbacher Spielschar e. V.
- Förderverein des Kindergartens
- Freiwillige Feuerwehr Erlenbach
- Freundeskreis Erlenbacher Tierpark
- FSV 1954 Erlenbach e. V.
- Kerweverein Erlenbach e. V.
- Kultuhr Pur
- Landfrauenverein Erlenbach
- Männergesangverein Sängerbund
- Erster Odenwälder Drachenflieger-Club e. V.

## Wirtschaft und Infrastruktur
Für den überörtlichen Verkehr wird Erlenbach über Linnenbach durch die Kreisstraße K 53 erschlossen, die zwischen der Kerngemeinde und Lörzenbach von der als Siegfriedstraße bekannten Bundesstraße 460 und der mit ihr vereinten Bundesstraße 38 abzweigt und in Seidenbach endet.
Nordwestlich von Erlenbach liegt ein ausgebeuteter Steinbruch, auf dessen Gelände die Basalt-Actien-Gesellschaft Südwestdeutsche Hartsteinwerke einen Recycling-Betrieb unterhält.